# Ozon (Unternehmen)
Ozon ist ein börsennotiertes russisches Unternehmen im Bereich des Onlineversandhandels mit Hauptsitz in Moskau. Der Ozon Group, zu der Ozon gehört, gehört auch die Online-Reisebuchungsplattform Ozon.Travel und eine Beteiligung an Russlands größter digitaler Buchhandlung Litres. Ozon wurde 1998 als Buchhändler gegründet, verkauft inzwischen aber Güter in verschiedenen Produktkategorien, darunter Kleidung, Lebensmittel, Haushaltswaren und Elektronik. Ozon gehört zu den größten Onlineeinzelhändlern in Russland und wurde aufgrund seines Erfolges mit dem US-amerikanischen Unternehmen Amazon verglichen.

## Geschichte
Der Programmierer Alexander Jegorow gründete 1998 gemeinsam mit einem Freund Ozon als Plattform für den Handel mit Büchern im Bereich Science-Fiction. Schon bald erweiterte das Unternehmen sein Sortiment um CDs und DVDs, bevor es eine breite Palette von Waren von Kleidung bis Elektronik verkaufte. 2002 verkaufte Jegorow das Verluste machende Unternehmen an Investoren.
Im Jahr 2011 bekam Ozon 100 Millionen Dollar an Investitionen vom japanischen E-Commerce-Unternehmen Rakuten. Im Jahr 2014 erwarb es eine Beteiligung an Litres, einem großen russischen E-Book-Marktplatz. Seit 2018 gibt es auf Ozon einen Marktplatz, über den Drittanbieter ihre Waren über die Plattform von Ozon verkaufen konnten.
Anfang 2019 startete das Unternehmen einen Service namens Ozon.Invest, der Kredite an kleine und mittelständische Unternehmen vergibt, die ihre Produkte auf dem Ozon-Marktplatz verkaufen. Ozon war auch der erste Online-Händler in Russland, der Verbraucherkredite für kategorieübergreifende Online-Einkäufe sowie eine eigene Debitkarte mit Cashback-Funktion einführte.
Infolge der COVID-19-Pandemie stieg das Wachstum des Unternehmens deutlich an, da viele Russen erstmals Waren im Internet bestellten. Im November 2020 ging Ozon an die NASDAQ bei einem Börsengang (IPO), der das Unternehmen mit 6,2 Milliarden Dollar bewertete. Gleichzeitig schrieb das Unternehmen bis zu diesem Zeitpunkt noch keine schwarzen Zahlen.
Im August 2022 ist in der Nähe von Moskau ein Feuer in einem Lagerhaus von Ozon ausgebrochen. Das Gebäude erlitt dabei einen Totalschaden. Über die Anzahl der Opfer gibt es widersprüchliche Aussagen.

## Logistik
Ozon entwickelte seine eigene Fulfillment-Infrastruktur, um Bestellungen in den elf Zeitzonen Russlands auszuliefern. Im Jahr 2018 verfügte das Unternehmen über sieben Fulfillment-Zentren in der Region Moskau sowie in Sankt Petersburg, Twer, Kasan, Jekaterinburg, Rostow am Don und Nowosibirsk. Es hat seine Fulfillment-Kapazität im Jahr 2019 auf fast 200.000 Quadratmeter mehr als verdoppelt und in seine Infrastruktur für die Zustellung auf den letzten Kilometer investiert.
Das Unternehmen betreibt eine eigene Lieferlogistikplattform und verfügt über ein Netzwerk von mehr als 16.000 Abholstellen, einschließlich automatisierter Paketschließfächer in ganz Russland. Der Einsatz von stationären Abholstellen, an denen Kunden ihre Bestellungen abholen können, entstand aus dem Mangel an zuverlässigen Lieferdiensten von Drittanbietern in vielen Teilen Russlands. Im Jahr 2019 führte Ozon einen Express-Lieferservice für Lebensmittel in Moskau ein und rollte seinen kontaktlosen Hauslieferdienst aus, der während der COVID-19-Pandemie im Frühjahr 2020 zu einer beliebten Option wurde.